# Pachycefalozaur
Pachycefalozaur (Pachycephalosaurus, ze starożytnej greki "grubogłowy jaszczur", od pachy – "gruby", cephale – "głowa" i sauros – "jaszczur") – rodzaj grubogłowego dinozaura żyjącego w późnej kredzie (dokładniej mastrycht) w dzisiejszej Ameryce Północnej. Jego pozostałości znaleziono w Montanie, Dakocie Południowej i Wyoming. Rodzaj obejmuje jeden gatunek, P. wyomingensis. Należał on do ostatnich nieptasich dinozaurów sprzed wymierania kredowego. Zsynonimizowano z nim inny rodzaj z zachodniej Ameryki Północnej zwany wcześniej Tylosteus.
Jak inne dinozaury grubogłowe, Pachycephalosaurus był roślinożercą lub wszystkożercą. Jest znany z pojedynczej czaszki i kilku niezwykle grubych jej zadaszeń. Czaszka posiadała bardzo grube sklepienie. Poruszał się na dwóch tylnych kończynach, znacznie dłuższych od krótkich przednich. Jako największy z pachycefalozaurów osiągał 4,5 metra długości, a jego masę szacuje się na do 450 kg.
Solidna czaszka tego i spokrewnionych rodzajów przyczyniła się do powstania teorii, według której pachycefalozaury używały swych głów w międzyosobniczych walkach w obrębie gatunku. W ostatnich latach staje się ona coraz mniej wiarygodna.

## Morfologia

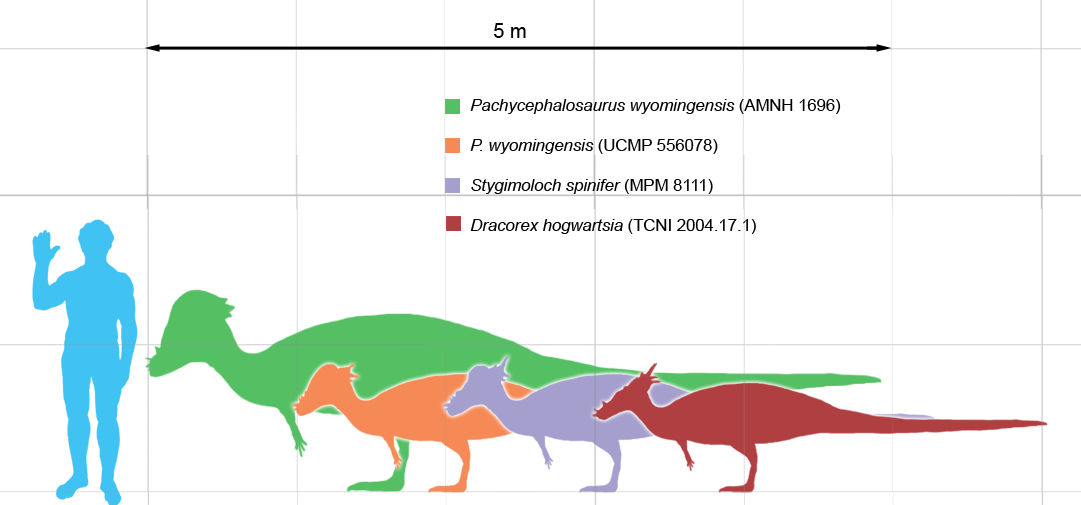
Porównanie wielkości Pachycephalosaurus wyomingensis i człowieka

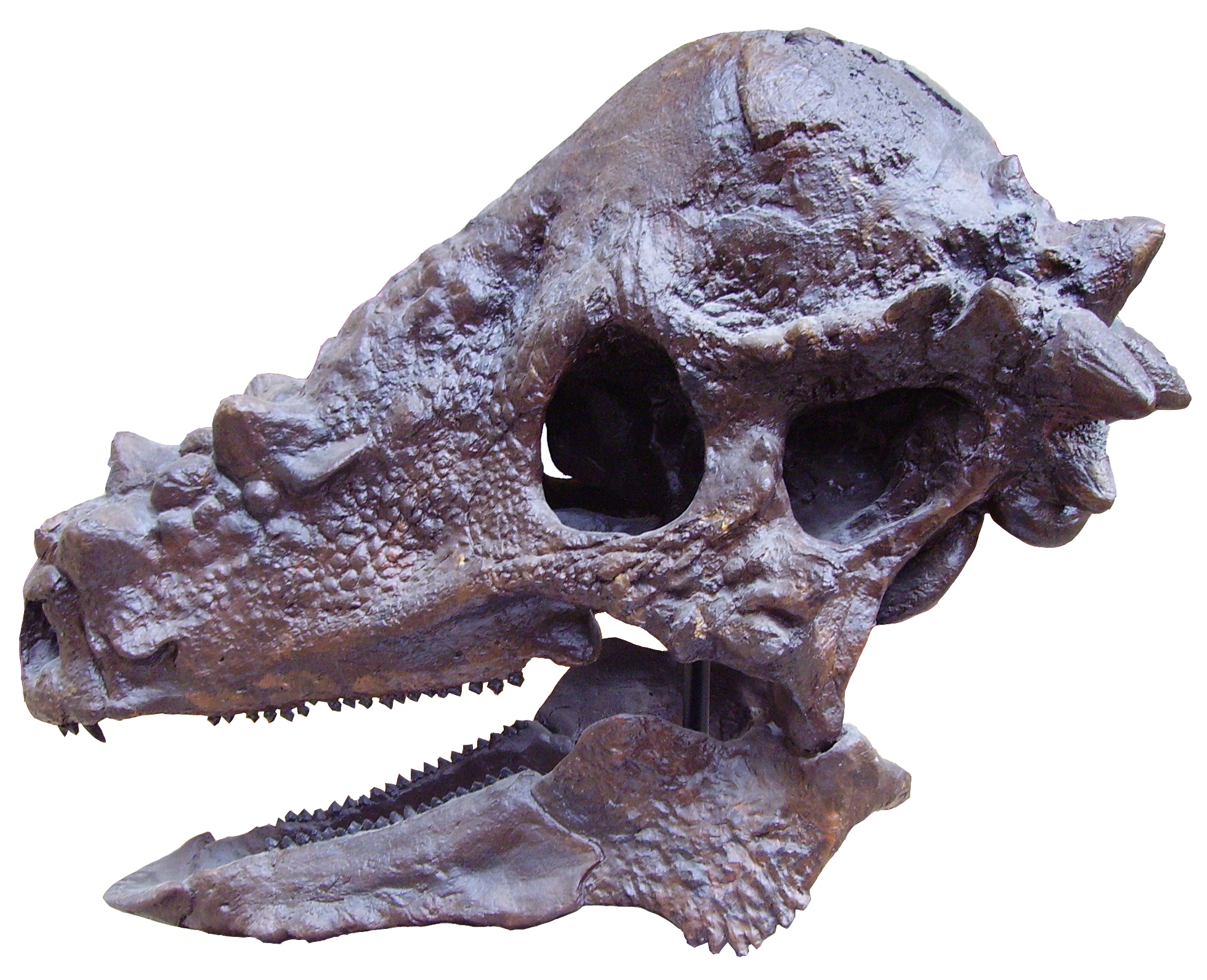
Czaszka pachycefalozaura wystawiana w Oxford University Museum of Natural History

Anatomię pachycefalozaura poznano słabo, ponieważ do naszych czasów przetrwały jedynie pozostałości głowy. Zwierzę stało się znane dzięki potężnemu kostnemu sklepieniu czaszki mierzącemu aż 25 cm grubości, mającemu za zadanie ochraniać położony w środku niewielki mózg. Wznoszącą się część kopuły zdobiły kostne grudki i krótkie prawdopodobnie tępe kostne kolce wyrastające powyżej pyska.
Krótka czaszka posiadała duże, zaokrąglone, zwrócone do przodu oczodoły. Oznacza to dobry wzrok zwierzęcia, a także szerokie pole widzenia dwuocznego. Poniżej znajdował się nieduży pysk zakończony zaostrzonym dziobem. Małe zęby miały liściokształtne korony. Wspierająca ciężką głowę szyja przybierała kształt litery "S" albo "U".
Zauropsyd ten poruszał się prawdopodobnie na dwóch tylnych kończynach i osiągał największe rozmiary spośród członków swej rodziny, dinozaurów grubogłowych. Użycie danych uzyskanych dzięki innym jej rodzajom pomogło oszacować jego długość na około 4,6 metra. Zwierzę to miało bardzo krótką, grubą szyję, krótkie przednie łapy, potężne ciało, długie tylne kończyny i ciężki ogon, który wspierały skostniałe ścięgna.

## Klasyfikacja i systematyka

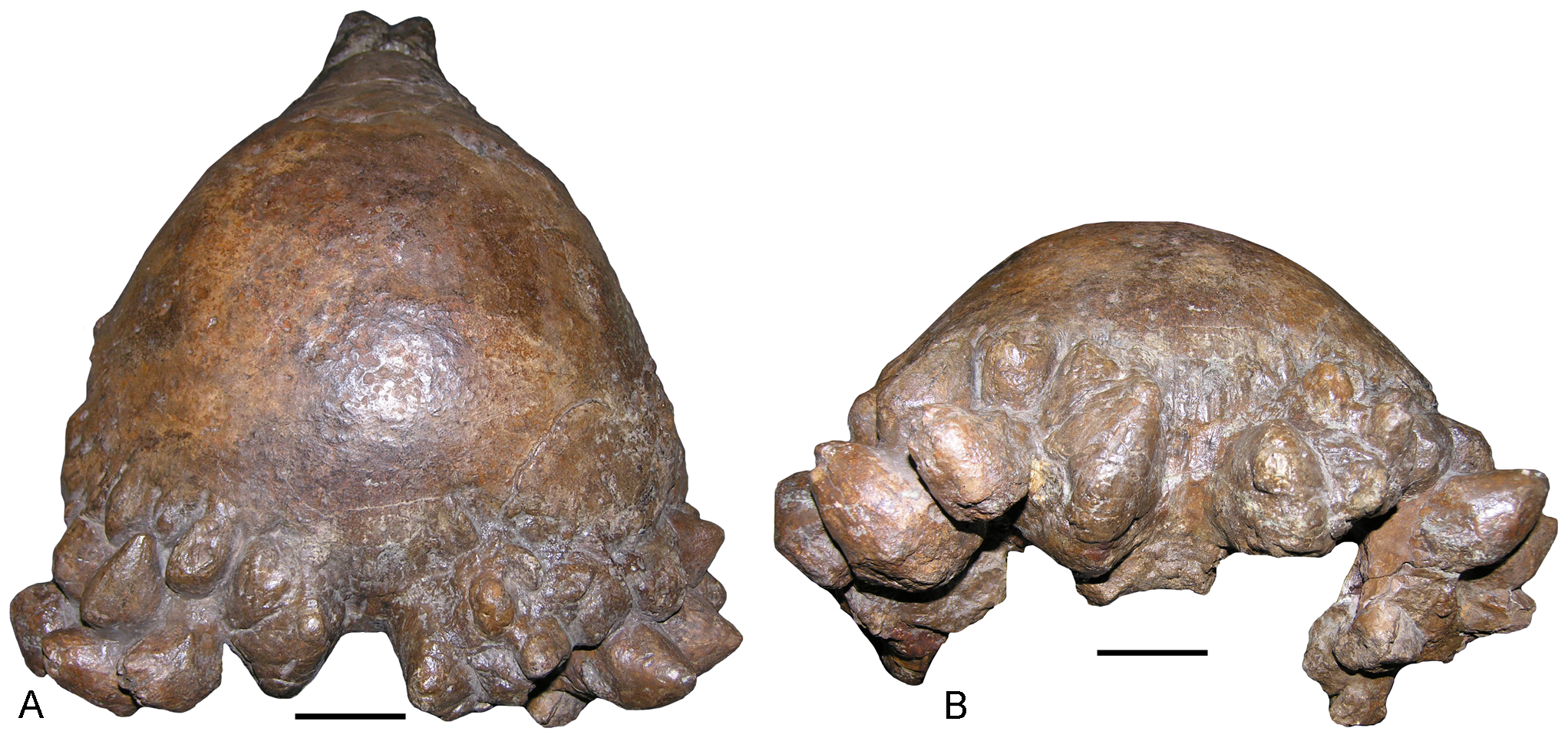
Czaszka holotypu Pachycephalosaurus „reinheimeri” (osobnik dorosły, DMNS 469)

|  | Tylocephale  |
|  |              |
|  | Prenocephale |
|  |              |

|  | Sphaerotholus                                                      |
|  |                                                                    |
|  | \| \| Stygimoloch \| \| \| \| \| \| Pachycephalosaurus \| \| \| \| |
|  |                                                                    |
|  | Stygimoloch                                                        |
|  |                                                                    |
|  | Pachycephalosaurus                                                 |
|  |                                                                    |

|  | Stygimoloch        |
|  |                    |
|  | Pachycephalosaurus |
|  |                    |

|  | Tylocephale  |
|  |              |
|  | Prenocephale |
|  |              |

|  | Sphaerotholus                                                      |
|  |                                                                    |
|  | \| \| Stygimoloch \| \| \| \| \| \| Pachycephalosaurus \| \| \| \| |
|  |                                                                    |
|  | Stygimoloch                                                        |
|  |                                                                    |
|  | Pachycephalosaurus                                                 |
|  |                                                                    |

|  | Stygimoloch        |
|  |                    |
|  | Pachycephalosaurus |
|  |                    |

|  | Tylocephale  |
|  |              |
|  | Prenocephale |
|  |              |

|  | Sphaerotholus                                                      |
|  |                                                                    |
|  | \| \| Stygimoloch \| \| \| \| \| \| Pachycephalosaurus \| \| \| \| |
|  |                                                                    |
|  | Stygimoloch                                                        |
|  |                                                                    |
|  | Pachycephalosaurus                                                 |
|  |                                                                    |

|  | Stygimoloch        |
|  |                    |
|  | Pachycephalosaurus |
|  |                    |

|  | Tylocephale  |
|  |              |
|  | Prenocephale |
|  |              |

|  | Sphaerotholus                                                      |
|  |                                                                    |
|  | \| \| Stygimoloch \| \| \| \| \| \| Pachycephalosaurus \| \| \| \| |
|  |                                                                    |
|  | Stygimoloch                                                        |
|  |                                                                    |
|  | Pachycephalosaurus                                                 |
|  |                                                                    |

|  | Stygimoloch        |
|  |                    |
|  | Pachycephalosaurus |
|  |                    |

|  | Tylocephale  |
|  |              |
|  | Prenocephale |
|  |              |

|  | Sphaerotholus                                                      |
|  |                                                                    |
|  | \| \| Stygimoloch \| \| \| \| \| \| Pachycephalosaurus \| \| \| \| |
|  |                                                                    |
|  | Stygimoloch                                                        |
|  |                                                                    |
|  | Pachycephalosaurus                                                 |
|  |                                                                    |

|  | Stygimoloch        |
|  |                    |
|  | Pachycephalosaurus |
|  |                    |

|  | Tylocephale  |
|  |              |
|  | Prenocephale |
|  |              |

|  | Sphaerotholus                                                      |
|  |                                                                    |
|  | \| \| Stygimoloch \| \| \| \| \| \| Pachycephalosaurus \| \| \| \| |
|  |                                                                    |
|  | Stygimoloch                                                        |
|  |                                                                    |
|  | Pachycephalosaurus                                                 |
|  |                                                                    |

|  | Stygimoloch        |
|  |                    |
|  | Pachycephalosaurus |
|  |                    |

|  | Tylocephale  |
|  |              |
|  | Prenocephale |
|  |              |

|  | Sphaerotholus                                                      |
|  |                                                                    |
|  | \| \| Stygimoloch \| \| \| \| \| \| Pachycephalosaurus \| \| \| \| |
|  |                                                                    |
|  | Stygimoloch                                                        |
|  |                                                                    |
|  | Pachycephalosaurus                                                 |
|  |                                                                    |

|  | Stygimoloch        |
|  |                    |
|  | Pachycephalosaurus |
|  |                    |

|  | Tylocephale  |
|  |              |
|  | Prenocephale |
|  |              |

|  | Sphaerotholus                                                      |
|  |                                                                    |
|  | \| \| Stygimoloch \| \| \| \| \| \| Pachycephalosaurus \| \| \| \| |
|  |                                                                    |
|  | Stygimoloch                                                        |
|  |                                                                    |
|  | Pachycephalosaurus                                                 |
|  |                                                                    |

|  | Stygimoloch        |
|  |                    |
|  | Pachycephalosaurus |
|  |                    |

|  | Tylocephale  |
|  |              |
|  | Prenocephale |
|  |              |

|  | Sphaerotholus                                                      |
|  |                                                                    |
|  | \| \| Stygimoloch \| \| \| \| \| \| Pachycephalosaurus \| \| \| \| |
|  |                                                                    |
|  | Stygimoloch                                                        |
|  |                                                                    |
|  | Pachycephalosaurus                                                 |
|  |                                                                    |

|  | Stygimoloch        |
|  |                    |
|  | Pachycephalosaurus |
|  |                    |

|  | Tylocephale  |
|  |              |
|  | Prenocephale |
|  |              |

|  | Sphaerotholus                                                      |
|  |                                                                    |
|  | \| \| Stygimoloch \| \| \| \| \| \| Pachycephalosaurus \| \| \| \| |
|  |                                                                    |
|  | Stygimoloch                                                        |
|  |                                                                    |
|  | Pachycephalosaurus                                                 |
|  |                                                                    |

|  | Stygimoloch        |
|  |                    |
|  | Pachycephalosaurus |
|  |                    |

|  | Tylocephale  |
|  |              |
|  | Prenocephale |
|  |              |

|  | Sphaerotholus                                                      |
|  |                                                                    |
|  | \| \| Stygimoloch \| \| \| \| \| \| Pachycephalosaurus \| \| \| \| |
|  |                                                                    |
|  | Stygimoloch                                                        |
|  |                                                                    |
|  | Pachycephalosaurus                                                 |
|  |                                                                    |

|  | Stygimoloch        |
|  |                    |
|  | Pachycephalosaurus |
|  |                    |

|  | Tylocephale  |
|  |              |
|  | Prenocephale |
|  |              |

|  | Sphaerotholus                                                      |
|  |                                                                    |
|  | \| \| Stygimoloch \| \| \| \| \| \| Pachycephalosaurus \| \| \| \| |
|  |                                                                    |
|  | Stygimoloch                                                        |
|  |                                                                    |
|  | Pachycephalosaurus                                                 |
|  |                                                                    |

|  | Stygimoloch        |
|  |                    |
|  | Pachycephalosaurus |
|  |                    |

|  | Tylocephale  |
|  |              |
|  | Prenocephale |
|  |              |

|  | Sphaerotholus                                                      |
|  |                                                                    |
|  | \| \| Stygimoloch \| \| \| \| \| \| Pachycephalosaurus \| \| \| \| |
|  |                                                                    |
|  | Stygimoloch                                                        |
|  |                                                                    |
|  | Pachycephalosaurus                                                 |
|  |                                                                    |

|  | Stygimoloch        |
|  |                    |
|  | Pachycephalosaurus |
|  |                    |

|  | Tylocephale  |
|  |              |
|  | Prenocephale |
|  |              |

|  | Sphaerotholus                                                      |
|  |                                                                    |
|  | \| \| Stygimoloch \| \| \| \| \| \| Pachycephalosaurus \| \| \| \| |
|  |                                                                    |
|  | Stygimoloch                                                        |
|  |                                                                    |
|  | Pachycephalosaurus                                                 |
|  |                                                                    |

|  | Stygimoloch        |
|  |                    |
|  | Pachycephalosaurus |
|  |                    |

|  | Tylocephale  |
|  |              |
|  | Prenocephale |
|  |              |

|  | Sphaerotholus                                                      |
|  |                                                                    |
|  | \| \| Stygimoloch \| \| \| \| \| \| Pachycephalosaurus \| \| \| \| |
|  |                                                                    |
|  | Stygimoloch                                                        |
|  |                                                                    |
|  | Pachycephalosaurus                                                 |
|  |                                                                    |

|  | Stygimoloch        |
|  |                    |
|  | Pachycephalosaurus |
|  |                    |

|  | Tylocephale  |
|  |              |
|  | Prenocephale |
|  |              |

|  | Sphaerotholus                                                      |
|  |                                                                    |
|  | \| \| Stygimoloch \| \| \| \| \| \| Pachycephalosaurus \| \| \| \| |
|  |                                                                    |
|  | Stygimoloch                                                        |
|  |                                                                    |
|  | Pachycephalosaurus                                                 |
|  |                                                                    |

|  | Stygimoloch        |
|  |                    |
|  | Pachycephalosaurus |
|  |                    |

|  | Tylocephale  |
|  |              |
|  | Prenocephale |
|  |              |

|  | Sphaerotholus                                                      |
|  |                                                                    |
|  | \| \| Stygimoloch \| \| \| \| \| \| Pachycephalosaurus \| \| \| \| |
|  |                                                                    |
|  | Stygimoloch                                                        |
|  |                                                                    |
|  | Pachycephalosaurus                                                 |
|  |                                                                    |

|  | Stygimoloch        |
|  |                    |
|  | Pachycephalosaurus |
|  |                    |

|  | Tylocephale  |
|  |              |
|  | Prenocephale |
|  |              |

|  | Sphaerotholus                                                      |
|  |                                                                    |
|  | \| \| Stygimoloch \| \| \| \| \| \| Pachycephalosaurus \| \| \| \| |
|  |                                                                    |
|  | Stygimoloch                                                        |
|  |                                                                    |
|  | Pachycephalosaurus                                                 |
|  |                                                                    |

|  | Stygimoloch        |
|  |                    |
|  | Pachycephalosaurus |
|  |                    |

|  | Tylocephale  |
|  |              |
|  | Prenocephale |
|  |              |

|  | Sphaerotholus                                                      |
|  |                                                                    |
|  | \| \| Stygimoloch \| \| \| \| \| \| Pachycephalosaurus \| \| \| \| |
|  |                                                                    |
|  | Stygimoloch                                                        |
|  |                                                                    |
|  | Pachycephalosaurus                                                 |
|  |                                                                    |

|  | Stygimoloch        |
|  |                    |
|  | Pachycephalosaurus |
|  |                    |

|  | Tylocephale  |
|  |              |
|  | Prenocephale |
|  |              |

|  | Sphaerotholus                                                      |
|  |                                                                    |
|  | \| \| Stygimoloch \| \| \| \| \| \| Pachycephalosaurus \| \| \| \| |
|  |                                                                    |
|  | Stygimoloch                                                        |
|  |                                                                    |
|  | Pachycephalosaurus                                                 |
|  |                                                                    |

|  | Stygimoloch        |
|  |                    |
|  | Pachycephalosaurus |
|  |                    |

|  | Tylocephale  |
|  |              |
|  | Prenocephale |
|  |              |

|  | Sphaerotholus                                                      |
|  |                                                                    |
|  | \| \| Stygimoloch \| \| \| \| \| \| Pachycephalosaurus \| \| \| \| |
|  |                                                                    |
|  | Stygimoloch                                                        |
|  |                                                                    |
|  | Pachycephalosaurus                                                 |
|  |                                                                    |

|  | Stygimoloch        |
|  |                    |
|  | Pachycephalosaurus |
|  |                    |

|  | Tylocephale  |
|  |              |
|  | Prenocephale |
|  |              |

|  | Sphaerotholus                                                      |
|  |                                                                    |
|  | \| \| Stygimoloch \| \| \| \| \| \| Pachycephalosaurus \| \| \| \| |
|  |                                                                    |
|  | Stygimoloch                                                        |
|  |                                                                    |
|  | Pachycephalosaurus                                                 |
|  |                                                                    |

|  | Stygimoloch        |
|  |                    |
|  | Pachycephalosaurus |
|  |                    |

|  | Tylocephale  |
|  |              |
|  | Prenocephale |
|  |              |

|  | Sphaerotholus                                                      |
|  |                                                                    |
|  | \| \| Stygimoloch \| \| \| \| \| \| Pachycephalosaurus \| \| \| \| |
|  |                                                                    |
|  | Stygimoloch                                                        |
|  |                                                                    |
|  | Pachycephalosaurus                                                 |
|  |                                                                    |

|  | Stygimoloch        |
|  |                    |
|  | Pachycephalosaurus |
|  |                    |

|  | Tylocephale  |
|  |              |
|  | Prenocephale |
|  |              |

|  | Sphaerotholus                                                      |
|  |                                                                    |
|  | \| \| Stygimoloch \| \| \| \| \| \| Pachycephalosaurus \| \| \| \| |
|  |                                                                    |
|  | Stygimoloch                                                        |
|  |                                                                    |
|  | Pachycephalosaurus                                                 |
|  |                                                                    |

|  | Stygimoloch        |
|  |                    |
|  | Pachycephalosaurus |
|  |                    |

|  | Tylocephale  |
|  |              |
|  | Prenocephale |
|  |              |

|  | Sphaerotholus                                                      |
|  |                                                                    |
|  | \| \| Stygimoloch \| \| \| \| \| \| Pachycephalosaurus \| \| \| \| |
|  |                                                                    |
|  | Stygimoloch                                                        |
|  |                                                                    |
|  | Pachycephalosaurus                                                 |
|  |                                                                    |

|  | Stygimoloch        |
|  |                    |
|  | Pachycephalosaurus |
|  |                    |

|  | Tylocephale  |
|  |              |
|  | Prenocephale |
|  |              |

|  | Sphaerotholus                                                      |
|  |                                                                    |
|  | \| \| Stygimoloch \| \| \| \| \| \| Pachycephalosaurus \| \| \| \| |
|  |                                                                    |
|  | Stygimoloch                                                        |
|  |                                                                    |
|  | Pachycephalosaurus                                                 |
|  |                                                                    |

|  | Stygimoloch        |
|  |                    |
|  | Pachycephalosaurus |
|  |                    |

|  | Tylocephale  |
|  |              |
|  | Prenocephale |
|  |              |

|  | Sphaerotholus                                                      |
|  |                                                                    |
|  | \| \| Stygimoloch \| \| \| \| \| \| Pachycephalosaurus \| \| \| \| |
|  |                                                                    |
|  | Stygimoloch                                                        |
|  |                                                                    |
|  | Pachycephalosaurus                                                 |
|  |                                                                    |

|  | Stygimoloch        |
|  |                    |
|  | Pachycephalosaurus |
|  |                    |

|  | Tylocephale  |
|  |              |
|  | Prenocephale |
|  |              |

|  | Sphaerotholus                                                      |
|  |                                                                    |
|  | \| \| Stygimoloch \| \| \| \| \| \| Pachycephalosaurus \| \| \| \| |
|  |                                                                    |
|  | Stygimoloch                                                        |
|  |                                                                    |
|  | Pachycephalosaurus                                                 |
|  |                                                                    |

|  | Stygimoloch        |
|  |                    |
|  | Pachycephalosaurus |
|  |                    |

|  | Tylocephale  |
|  |              |
|  | Prenocephale |
|  |              |

|  | Sphaerotholus                                                      |
|  |                                                                    |
|  | \| \| Stygimoloch \| \| \| \| \| \| Pachycephalosaurus \| \| \| \| |
|  |                                                                    |
|  | Stygimoloch                                                        |
|  |                                                                    |
|  | Pachycephalosaurus                                                 |
|  |                                                                    |

|  | Stygimoloch        |
|  |                    |
|  | Pachycephalosaurus |
|  |                    |

|  | Tylocephale  |
|  |              |
|  | Prenocephale |
|  |              |

|  | Sphaerotholus                                                      |
|  |                                                                    |
|  | \| \| Stygimoloch \| \| \| \| \| \| Pachycephalosaurus \| \| \| \| |
|  |                                                                    |
|  | Stygimoloch                                                        |
|  |                                                                    |
|  | Pachycephalosaurus                                                 |
|  |                                                                    |

|  | Stygimoloch        |
|  |                    |
|  | Pachycephalosaurus |
|  |                    |

|  | Tylocephale  |
|  |              |
|  | Prenocephale |
|  |              |

|  | Sphaerotholus                                                      |
|  |                                                                    |
|  | \| \| Stygimoloch \| \| \| \| \| \| Pachycephalosaurus \| \| \| \| |
|  |                                                                    |
|  | Stygimoloch                                                        |
|  |                                                                    |
|  | Pachycephalosaurus                                                 |
|  |                                                                    |

|  | Stygimoloch        |
|  |                    |
|  | Pachycephalosaurus |
|  |                    |

|  | Tylocephale  |
|  |              |
|  | Prenocephale |
|  |              |

|  | Sphaerotholus                                                      |
|  |                                                                    |
|  | \| \| Stygimoloch \| \| \| \| \| \| Pachycephalosaurus \| \| \| \| |
|  |                                                                    |
|  | Stygimoloch                                                        |
|  |                                                                    |
|  | Pachycephalosaurus                                                 |
|  |                                                                    |

|  | Stygimoloch        |
|  |                    |
|  | Pachycephalosaurus |
|  |                    |

Kladogram według Williamsona i Carra, 2002. Jeden z umieszczonych na nim rodzajów, Yaverlandia, nie jest już zaliczany do pachycefalozaurów.
Pachycephalosaurus użyczył swej nazwy kladowi Pachycephalosauria obejmującemu roślino- lub wszystkożerne dinozaury ptasiomiedniczne żyjące w późnej kredzie w Ameryce Północnej i Azji. Pomimo przyjmowanej pozycji dwunożnej za ich najbliższych krewnych uchodzą czworonożne ceratopsy, a nie ornitopody.
Pachycephalosaurus to najbardziej znany, chociaż nie najlepiej zachowany, przedstawiciel swej rodziny, obejmującej także rodzaje stenopeliks, wannanozaur, gojocefal, stegoceras, homalocefal, tylocefal, sferotol i prenocefal. W obrębie plemienia Pachycephalosaurini jego najbliżsi krewni to drakoreks i Stygimoloch, mogące stanowić nawet jego młodociane formy.

## Historia

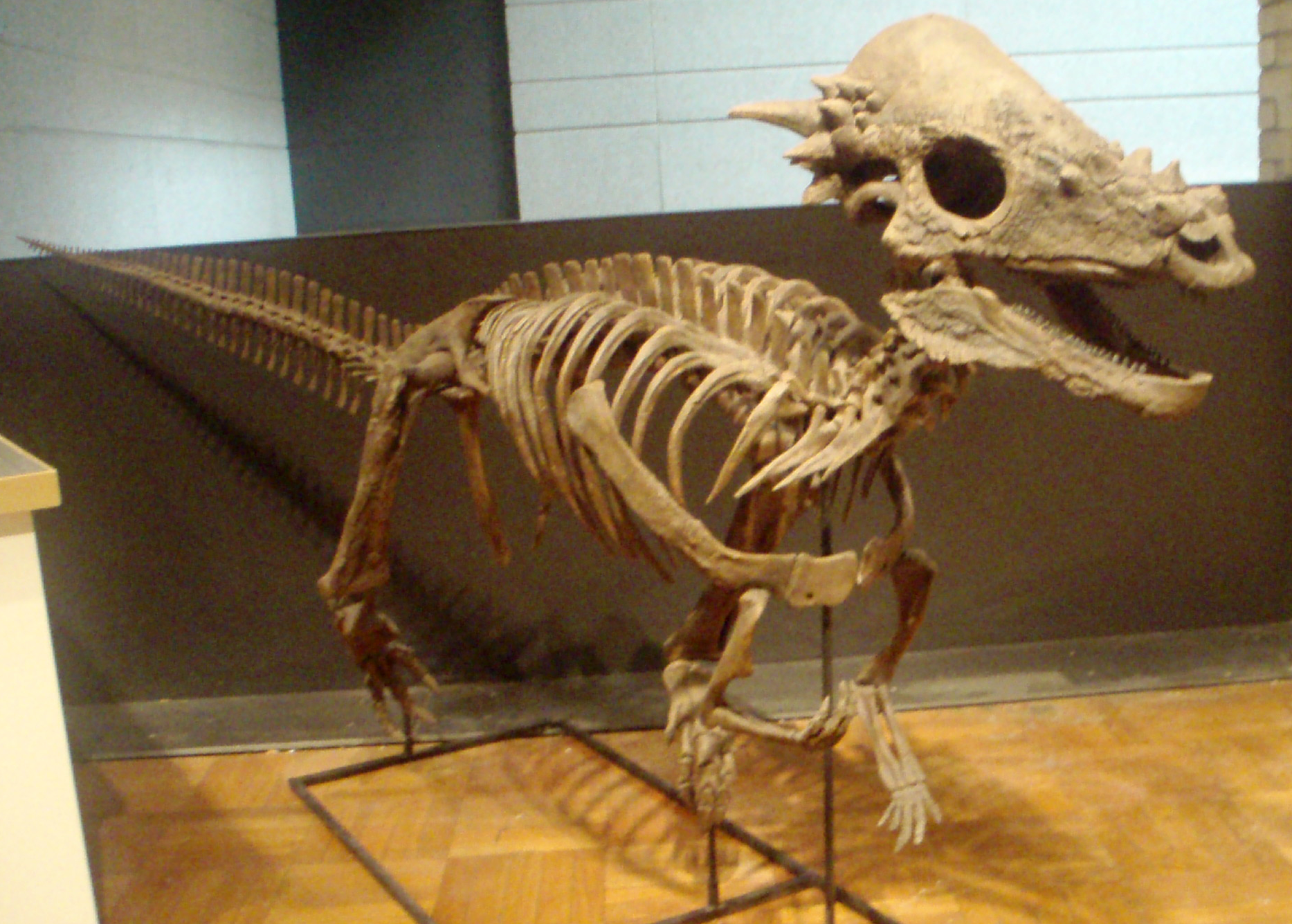
Szkielet pachycefalozaura wystawiany w Royal Ontario Museum w Toronto

Szczątki przypisywane pachycefalozaurowi mogły zostać znalezione już w latach pięćdziesiątych XIX wieku. Jak ustalił Donald Baird, w 1859 lub 1860 Ferdinand Vandiveer Hayden, wczesny zbieracz skamieniałości na zachodzie Ameryki Północnej, zdobył fragment kości w okolicy rzeki Missouri, na terenie obecnie określanym jako formacja Lance w południowo-wschodniej Montanie. Znalezisko to, obecnie ANSP 8568, opisał w 1872 Joseph Leidy, uznając je za część pancerza jaszczurki lub zwierzęcia przypominającego pancernika. Jego prawdziwe pochodzenie nie ujawniło się, aż Baird ponad 100 lat później określił je jako kość łuskową pachycefalozaura. Obecne kostne grudki korespondowały z widocznymi na innych znaleziskach tego rodzaju. Ponieważ nazwa Tylosteus jest starsza od Pachycephalosaurus, zgodnie z obowiązującymi zasadami nomenklatury zoologicznej powinna być zachowana. Baird jednakże upierał się przy użyciu tej drugiej, młodszej, ponieważ pierwsza z nich nie była używana przez ponad pół wieku, bazowała za niezdiagnozowanym materiale i wiązały się z nią kiepskie dane stratygraficzne i geograficzne. W 2006 Robert Sullivan zasugerował, że ANSP 8568 bardziej odpowiada kościom przypisywanym rodzajowi  Dracorex, niż pachycefalozaurzym. Trudno określić znaczenie tej kwestii, albowiem niektórzy badacze sądzą, że Dracorex to młodociany Pachycephalosaurus.
P. wyomingensis, gatunek typowy i obecnie jedyny pewny w swym rodzaju, został nazwany przez Charlesa W. Gilmore'a w 1931. Naukowiec ukuł go dzięki fragmentarycznej czaszce USNM 12031 z formacji Lance z hrabstwa Niobrara w Wyoming. Gilmore zaliczył go do rodzaju  Troodon jako T. wyomingensis. W tym czasie paleontolodzy uważali tego drapieżnika znanego podówczas jedynie z zębów za to samo stworzenie, co stegocerasa, posiadającego podobne zęby. W związku z tym dzisiejsze pachycefalozaury zaliczano do rodziny troodontów. Błąd skorygowano w 1945, czego dokonał Charles Mortram Sternberg.
W 1943 Barnum Brown i Erich Maren Schlaikjer, dysponujący nowszym i bardziej kompletnych materiałem, utworzyli rodzaj Pachycephalosaurus i umieścili w nim typowy gatunek "T. wyomingensis", a także dwa inne: Pachycephalosaurus grangeri oraz Pachycephalosaurus reinheimeri. P. grangeri bazował na AMNH 1696, prawie kompletnej czaszce z formacji Hell Creek w Ekalaka w montańskim hrabstwie Carter. P. reinheimeri opierał się na dzisiejszym DMNH 469, kopule i kilku związanych elementach z formacji Lance w hrabstwie Corson w Dakocie Południowej. W 1983 oba gatunki zsynonimizowano z typowym.
W 2007 na corocznym spotkaniu Society of Vertebrate Paleontology Jack Horner z Montana State University zaprezentował dowody wskazujące na to, że Dracorex i Stygimoloch mogą stanowić młodociane formy pachycefalozaura – hipotezę tę wraz z Markiem Goodwine wsparł w 2009 roku.

## Paleobiologia

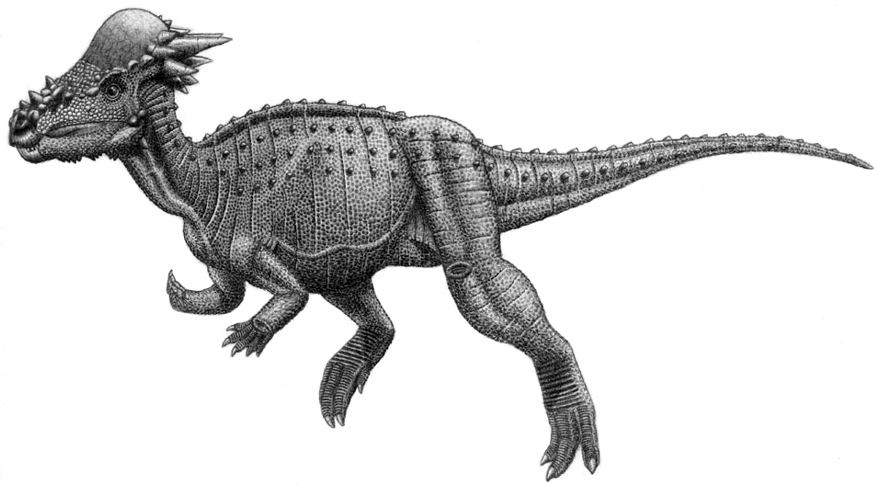
Rekonstrukcja

Prawie wszystkie skamieniałości pachycefalozaura pochodzą z dwóch formacji: Lance i Hell Creek w zachodnich Stanach Zjednoczonych. Rodzaj ten koegzystował z drakoreksem i stygimolochem. Czas i miejsce dzieliły z nimi hipsylofodont bugenazaura (prawdopodobnie synonim tescelozaura), hadrozaury edmontozaur i anatotytan, ceratopsy triceratops i torozaur, dinozaur pancerny ankylozaur oraz teropody ornitomim, dromeozaur i tyranozaur.
Naukowcy uważali niegdyś pachycefalozaura i jego pobratymców za dwunożnych odpowiedników owiec kanadyjskich czy piżmowołów, których samce, trzymając głowy prosto, nacierają na siebie nawzajem. Sądzono także, iż dinozaury te układały głowę, szyję i ciało prosto w linii poziomej, by zamortyzować siłę uderzenia. Obecnie badacze nie dają już wiary tym poglądom.
Sklepienie czaszki niekoniecznie wytrzymałoby wstrząc spowodowany uderzeniem. Poza tym nie znaleziono na skamieniałych czaszkach dowodów blizn czy innych urazów. Co więcej, kręgi szyjne i przednie piersiowe utrzymywały szyję raczej w kształcie litery "S" albo "U", a nie prosto. Miałoby to fatalne skutki w przypadku uderzenia. Poza tym zaokrąglony kształt czaszki zmniejszałby powierzchnię kontaktu podczas zetknięcia się głów, powodując ześlizgiwanie się ich.
Bardziej prawdopodobne, że pachycefalozaury w trakcie swych międzyosobniczych starć uderzały głowami w swe boki. Wersja ta zakłada, że osobniki ustawiały się mniej więcej równolegle lub zwrócone w kierunku rywala. Najpierw próbowały zastraszyć go, okazując swe groźnie wyglądające głowy. Jeśli żaden z przeciwników nie ustąpił, pachycefalozaury zginały głowy bocznie i w dół, uderzając rywala po boku. Powyższą teorię przedstawił w 1978 Sues, a rozwinął w 1997 Kenneth Carpenter.

### Pożywienie
Naukowcy wciąż nie wiedzą, czym żywiły się te zauropsydy. Posiadając niewielkie prążkowane zęby, nie były w stanie gryźć twardych, włóknistych roślin tak efektywnie, jak inne dinozaury tego czasu. Sądzi się, że odżywiały się mieszanym pokarmem złożonym z liści, nasion, owoców i owadów. Ostre, ząbkowane zęby dobrze by się nadawały do szatkowania roślin.